# Podkrążone oczy

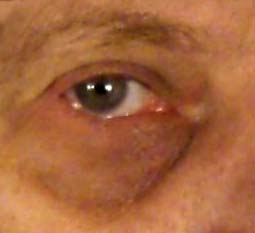
Przykładowe zdjęcie osoby, u której występuje objaw podkrążonych oczu.

Podkrążone oczy – zaciemnienia pod oczami, spowodowane przez powiększone naczynia krwionośne, zastój krwi lub hiperpigmentację. Mogą być spowodowane czynnikami genetycznymi, astmą, antykoncepcją hormonalną, zmęczeniem i wiekiem.